# Головатый, Фёдор

Письмо с угрозами от 12 июля 1493 года, отправленное в королевский город Бардеёв

Фёдор Головатый (Главатый, Главаты) (русин. Федор Головатый) — разбойник конца XV века, участник антифеодальной борьбы на территории нынешней Словакии.
Русин по происхождению. Родом из с. Руска Волова близ Снина (ныне восточная Словакия).
В его банде насчитывалось около 50 членов, она была организована по военному принципу и пользовалась поддержкой местного населения. Фёдор Головатый назывался капитаном дружины.
Действия отряда были направлены, в первую очередь, против шляхты и богатого городского патрициата.
Банда действовала в 1492—1495 г. в районе Гуменне, Снина, Медзилаборце, Свидника, Стропкова и Бардеёва, нанося значительный ущерб богачам и сея страх среди них.
О позиции Головатого и силе его отряда свидетельствует письмо от 12 июля 1493 года, отправленное им в королевский город Бардеёв, в котором грабитель угрожает городу за казнь двух членов банды, и требует за это выкуп в размере 400 золотых. Под текстом письма, нарисованы виселицы, сабли, огонь и ружья, а также названия ограбленных населённых пунктов (Орава, Мурань, Дунагеш, Санок, Рыманув, Перемышль и др.).
Со временем местные феодалы, озабоченные грабежами, предприняли ряд вооруженных акций против разбойников, так в Кошице был собран и оснащён отряд численностью 400 человек.
Борьба с бандой Головатого продолжалась около 3-х лет, после чего она, будучи не в силах долго противостоять вооружённым наёмникам, стала распадаться, часть из них погибла или попала в руки преследователей. В конце концов, сам Фёдор Головатый был схвачен и казнён в Требишове.